# Équipe du Japon de rugby à XIII
L'équipe du Japon de rugby à XIII (en japonais ラグビーリーグ日本代表) est l'équipe qui représente le Japon dans les compétitions internationales. Elle regroupe les meilleurs joueurs japonais (ou d'origine japonaise)  de rugby à XIII.
Au cours de la jeune histoire du sport au Japon, deux sélections « concurrentes » ont revendiqué le statut d'équipe nationale; une équipe basée au Japon et une équipe basée en Australie.

## Histoire et contexte
Comme cela arrive souvent, c'est sous l'impulsion d'un résident britannique ou australien que le rugby à XIII se développe dans un pays dit « émergent ».
L'archipel japonais n'échappe pas à la règle.
Le Japon, grande nation sportive, mais plutôt reconnue dans des sports comme le sumo, le baseball, le football et même le rugby à XV (avec notamment un championnat d'entreprises) ne voit le rugby à XIII apparaitre sur son sol que vers le milieu des années 1990, introduit par un ancien joueur australien Max Mannix Après avoir passé trois ans dans le pays il monte une équipe nationale qui dispute le World Sevens en 1994. Il se heurte cependant à une difficulté liée à la guerre de la superleague : l'organisation qui est née en 1993 est en effet la Rugby League Association, la seule enregistrée auprès des autorités nippones. Celle-ci est véritablement locale, mais elle est en concurrence avec une autre organisation qui porte le nom de Japan RL, qui, elle, est composée de joueurs d'origine nippone qui composent une équipe du Japon basée en Australie. Or, celle-ci est soutenue par l'ARL, et elle est  la seule à pouvoir participer aux tournois internationaux. Dans un droit de réponse au magazine « Open Rugby », Max Mannix est donc obligé de rappeler cette réalité et la discrimination dont son équipe souffre au niveau international. Comme si cette difficulté n'était pas suffisante, les joueurs de rugby à XIII ont été également menacés par la Fédération japonaise de rugby à XV d'exclusion à vie, une menace suffisamment efficace dans le sens où c'est une équipe affaiblie qui est allé défendre les couleurs du pays à la Coupe du monde universitaire de 1994. 
Cette équipe, bien que débutante, si elle enregistre d'abord des défaites sur des scores tout à fait respectables, réussit à battre le Canada 14 à 08.
L'ancien joueur de Canterbury, Illawara et Penrith, emmène ensuite la sélection nationale disputer le Super League World nines (tournoi de rugby à IX) qui se déroule aux Fidji en février 1996. Confronté à des équipes de haut niveau comme l'Irlande , la Nouvelle-Zélande et la France, les Nippons paient leur inexpérience au plus haut niveau en ne remportant aucun match de poule, et en perdant leurs matchs de la Bowl Competition (sorte de « consolante » organisée avec les derniers de chaque poule). Les Japonais perdent en effet face aux Îles Cook (06-14) et terminent quatrième en perdant face au Maroc (06-18).
Les « samouraïs » disputent alors des test-matchs face à des sélections australiennes soit en Australie, soit en tournée chez elle.
Parallèlement à cela, en 1998 se développe un championnat national de rugby à XIII : celui-ci comporte plusieurs équipes de Tokyo mais aussi de Mitaka et de Hakuhodo.
Mais les véritables premiers tests matchs ont lieu face au Liban au mois de novembre 1998 (défaite 52-28) et enfin face au Canada, qui réussit décidément aux japonais, puisque les joueurs de l'archipel battent les nord-américains sur le score de 14 à 0. 
En 2017, le Japon bat Hong Kong en test match sur le score de 24 à 22.

## Participation au  championnat des nations émergentes de 2018
L'équipe du Japon est versée dans la poule C de la troisième édition du championnat des nations émergentes de 2018, à la suite du tirage au sort organisé par la RLIF.
Cette poule ne permet pas d’accéder aux demi-finales de la Coupe mais à un tournoi secondaire le Trophy qui permet d’accéder de la 5ème à la 7ème place. 
Il s'agit de sa deuxième participation au championnat. Lors de la précédente édition,  ils sont battus  par les amateurs britanniques de la BARLA , futurs vainqueurs du tournoi, (54 à 00 ), et perdent de peu face au Maroc (14-08) . Le Japon atteint alors la sixième place après avoir été battu par les Canadiens (28-12).
Le Japon commence le tournoi le 4 octobre 2018 face à la Turquie et rencontre trois jours plus tard la Pologne.
Face à des équipes composées d'Heritage players, c'est-à-dire de joueurs simplement originaires du pays mais jouant en Australie, le Japon ne parvient pas à s'imposer et il est , bien souvent, surpassé.
Il sauve l'honneur en battant Hong Kong lors d'un dernier match, confirmant son statut de « brillant second  » en Asie, derrière les Philippines.

## Personnalités et joueurs emblématiques
Au cours du championnat des nations émergentes de 2000  quelques joueurs se sont illustrés : Kyouichiro Nakashima qui posa de nombreux problèmes aux défenses adverse, notamment lors du match face au Maroc.
En 2018, le joueur de 24 ans Kazuki Fukushige, s'illustre lors du Championnat du monde de rugby à XIII des nations émergentes 2018,  en permettant à son équipe de gagner son unique match face à Hong Kong 